# Gabriel A. Oddone
Gabriel Arturo Oddone (Villa Quilino, 18 de marzo de 1901-desconocido) fue un médico cirujano, profesor y político argentino de la Unión Cívica Radical, que se desempeñó como senador nacional por la provincia de Córdoba entre 1941 y 1943. Fue presidente del Comité Nacional de la Unión Cívica Radical entre 1942 y 1946.

## Biografía
Nació en Villa Quilino (provincia de Córdoba) en 1901 y en 1924 se recibió de médico en la Facultad de Ciencias Médicas de la Universidad Nacional de Córdoba, especializándose en cirugía.
En dicha casa de estudios fue profesor y jefe de cirugía quirúrgica. Como médico también fue jefe de sanidad policial y del servicio de cirugía del Hospital San Roque de la ciudad de Córdoba, como así también en las sociedades de inmigrantes italianos y españoles. Fue director y cirujano jefe de un sanatorio privado.

### Senador provincial y Senador Nacional
En política, fue militante de la Unión Cívica Radical y entre 1936 y 1940 integró la Cámara de Senadores de la Provincia de Córdoba. En 1941 fue elegido senador nacional por la misma provincia. Su mandato se extendía hasta 1950 pero fue interrumpido por el golpe de Estado de 1943. Fue vocal en la comisión de Higiene y Asistencia Social.
En el ámbito partidario, fue presidente del comité provincial de la UCR en Córdoba entre el 15 de octubre de 1939 y el 20 de enero de 1941 cuando renunció para asumir como senador nacional, delegado cordobés al Comité Nacional de la UCR desde 1937 y presidente del mismo entre 1942 y 1946, tras el fallecimiento de Marcelo Torcuato de Alvear.

### Candidato a Diputado Nacional
En las Elecciones legislativas de Argentina de 1951 fue candidato a diputado nacional en el puesto 10 de 13 logrando 43,78% (24.494 votos) pero perdió ante el peronista, Enzio Armando Carena.

### Precandidato a Gobernador de Córdoba
En 1962 fue precandidato a gobernador de Córdoba, llevando al senador provincial por Río Cuarto (1958-1962), Norberto Spertino. La fórmula Gabriel A. Oddone-Norberto Spertino fue derrotada en la interna por la fórmula Arturo Illia-Justo Paez Molina
Entre 1963 y 1966 se desempeñó como embajador de Argentina en Costa Rica, designado por el presidente Arturo Umberto Illia.